# Kathy Shower
Cindy Brooks Devin DeVasquez
Karen Velez Donna Edmondson
Kathy Shower, née Kathleen Ann Shower le 8 mars 1953 à Brookville (Ohio, États-Unis), est un mannequin de charme américain.

## Carrière
Elle a acquis sa célébrité en posant pour Playboy, et a été Miss Mai 1985 puis Playmate de l'année 1986.
Mère célibataire de deux enfants, lors de sa première apparition dans le magazine elle est devenue la playmate la plus âgée ayant posé pour Playboy ; elle est aussi la dernière playmate née avant sa création. Enfin, à 33 ans, elle est la femme la plus âgée à avoir été honorée du titre de Playmate de l'Année ; elle reçut pour l'occasion, entre autres cadeaux, une automobile Jaguar XJ6.
Elle est ensuite apparue dans une dizaine de reportages de cette maison de production entre 1989 et 1998.
Elle a participé à une trentaine de films au cinéma et à la télévision, principalement dans des films d'action et des thrillers érotiques.
Elle a deux filles, Mindy et Melonie
En mars 2003, elle cesse ses activités cinématographiques.

## Filmographie
- 1982 : Three's Company (série télévisée) : Millicent (1 épisode The Brunch)
- 1982-1983 : CHiPs (série télévisée) 2 épisodes :
  - Return to Death's Door (1982) : Honey Jean
  - Brat Patrol (1983) : Cindy
- 1983 : Déclics (Double Exposure) : Mudwrestler #1
- 1984 : Mike Hammer (série télévisée, 1 épisode The Perfect Twenty)
- 1984 : Simon et Simon (série télévisée) : fille dans la voiture (2 épisodes, C'est Simon: Partie 1 & 2)
- 1984 : Supercopter (Airwolf série télévisée) : mannequin (1 épisode, Sins of the Past)
- 1985 : Santa Barbara (série télévisée) : Janice Harrison (épisode #1.359)
- 1985-1986 : K 2000 (Knight Rider série télévisée, 2 épisodes)
  - Junk Yard Dog (1985) : Tori
  - Knight of a Thousand Devils (1986) : Claudia Terrell
- 1987 : Commando Squad : Kat Withers
- 1988 : Frankenstein General Hospital : Dr. Alice Singleton
- 1988 : The Further Adventures of Tennessee Buck : Barbara Manchester
- 1988 : Velvet Dreams : Laura
- 1989 : Out on Bail : Sally Anne Lewis
- 1989 : Robo-Chic (Cyber-C.H.I.C.) : ROBO-C.H.I.C.
- 1991 : Bedroom Eyes II : Carolyn Ross
- 1993 : American Kickboxer 2 : Lillian
- 1993 : Wild Cactus : Celeste
- 1993 : L.A. Goddess : Lisa Moore
- 1994 : Night Realm : Queen Aleyna
- 1994 : Sexual Malice : Laura Altman
- 1994 : Double Face (A Brilliant Disguise) : Lila Foster
- 1994 : Improper Conduct : Emily
- 1994 : Hot Line (série télévisée) : Judy (1 épisode Fountain of Youth)
- 1995 : Love Street : Shannon (1 épisode Radio)
- 1995 : Fatal Choice : Grace Fields
- 1995 : Married People, Single Sex II: For Better or Worse : Carol
- 1995 : Une femme à abattre (To the Limit) : Vinnie
- 1996 : Hindsight' : Joanne Lehman
- 1996 : Baja Run : Lee/Leo
- 1996 : Irresistible Impulse (TV) : Tina Lovejoy
- 1997 : The Last Embrace : Yvonne
- 1997 : Passions intimes (Erotic Boundaries) (TV) : Reggie
- 1997 : La Proie et l'Ombre (Shades of Gray) : Joyce Walker
- 1997 : Women: Stories of Passion (série télévisée, 1 épisode, Miami Beach Tango)
- 1998 : Shattered Dreams : Irene
- 1999 : The Vegas Connection : Gina
- 2001 : Love Letters: A Romantic Trilogy : Cindy (également productrice)